# Dharmapála
A dharmapála (szanszkrit, páli: धर्मपाल, tibeti: ཆོས་སྐྱོང་, wylie: chos skyong, kínai: 护法神, pinjin: hu-fa-sen) a vadzsrajána buddhizmusban egyfajta haragos istenség.  A kifejezés jelentése szanszkrit nyelven  a „Dharma védelmezője”, amelyből a dharma jelentése „törvény”.

## Jellemzése
A vadzsrajána ikonográfiában és a thangka ábrázolásokon a dharmapálák félelmetes lények, gyakran sok fejjel, kézzel és lábbal, kék, fekete vagy vörös bőrrel, félelmetes arckifejezéssel és kiálló fogakkal. A rémisztő külső ellenére a dharmapálák bodhiszattvák vagy buddhák, azaz az együttérzés megtestesülései, amelyek haragos módon cselekszenek az érzőlények javára.

### Tibeti buddhizmus

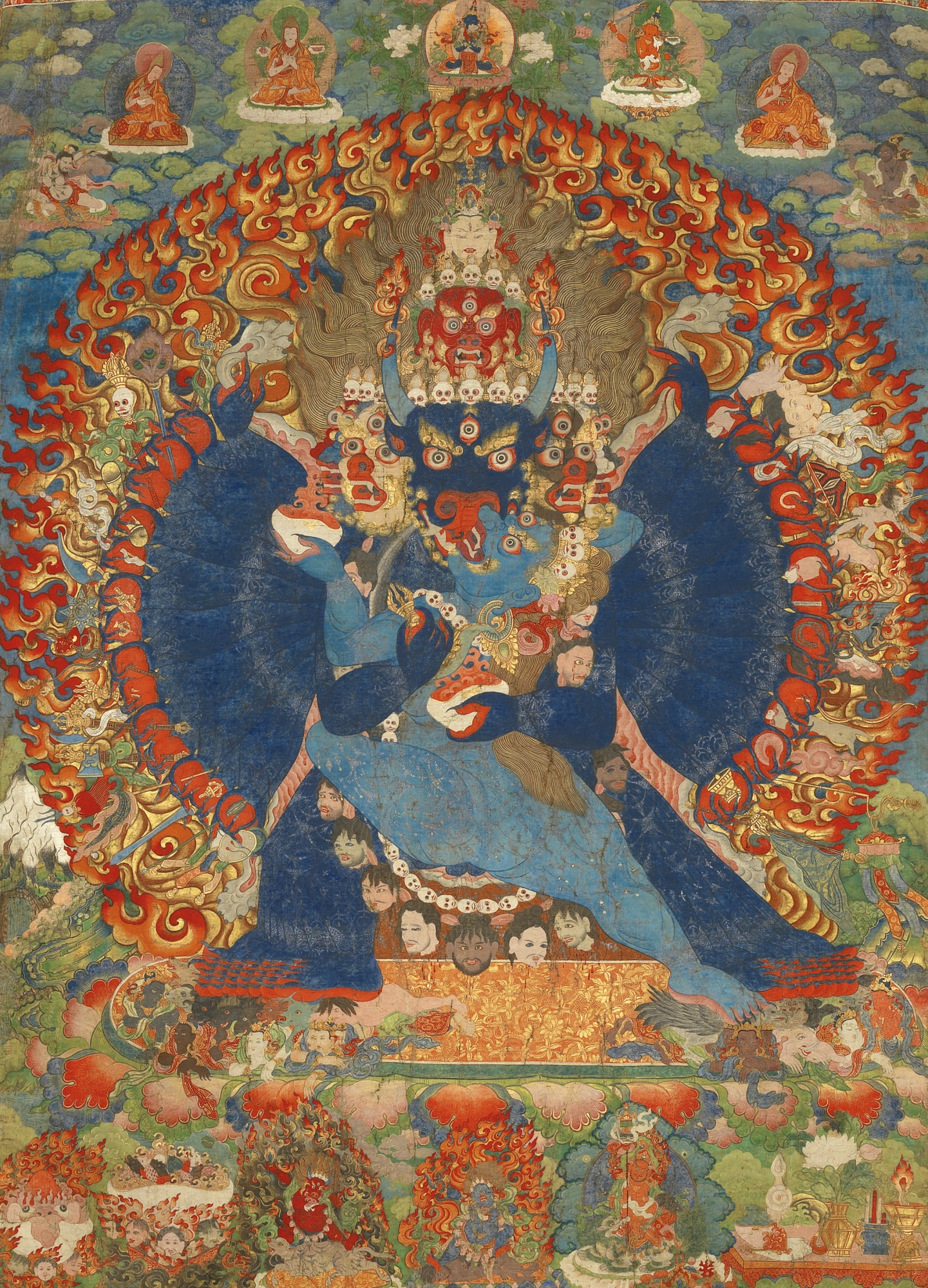
Vadzsrabhairava thangka ábrázolása, 1740. körül

Tibetben a fő dharmapálák a következők:
- Mahákála (tibeti: Nagpo Csenpo)
- Mahákálí
- Jama (tibeti: Sindzse)
- Jamántaka (tibeti: Sindzse Sed)
- Hajagriva (tibeti: Tamdrin)
- Vaisravana (tibeti: Kubera)
- Srí Dévi (tibeti: Palden Lhamo)
- Ekajaṭī (tibeti: ral csig ma)
- Vadzsraszádhu (tibeti: Dorje Legpa)
- Brahma (tibeti: "Csangsz Pa")
- Maharakta (tibeti: cog gi dag po, mar csen)
- Kurukulla (tibeti:  rig cse ma)
- Takkiradzsa (tibeti: du pai gyal po)
- Prana Atma (tibeti: Begce)

Tibetben a legtöbb kolostornak saját kiválasztott dharmapálája van, amely kezdetben egy védőszellemhez volt hasonlatos. Például a Mahákála különféle helyi alakja, mind Avalókitésvara különböző megnyilvánulása. Kalarupa, Jamántaka és Srí Dévi (tibeti: Palden Lhamo) a bölcsesség buddha, Mandzsusrí különböző manifesztációi.
A dharmapála legfőbb szerepe állítólag az, hogy elhárítsa a belső és a külső akadályokat a spirituális gyakorló útjából, hogy elérhessék a spirituális céljaikat, illetve, hogy a gyakorlataikhoz ideális körülményeket teremtsenek.

### Singon buddhizmus
A japán singon buddhizmusban, amely a tangmi aliskolája, a dharmapálák, úgy mint Acsala vagy Jamántaka bölcsességkirálynak számítanak. Más dharmapálák, mint például Mahákála, a tenbuk (dévák) közé tartozik, akik az istenségek negyedik szintjét alkotják.

## Kapcsolódó istenségek
A tibeti buddhizmusban ezen kívül létezik még két másikféle védelmező is: a lokapálák és a ksetrapálák. Papija, Kuan Jü és Hacsiman szintén védelmező alakoknak számítanak.